# 게미가와정
게미가와정(検見川町)은 지바현 지바군에 존재했던 정이다. 현재의 지바시에 해당한다. 우편번호는 262-002.지바 가이도로에 있는 우체국 마을이자 지바 군의 기지 중 하나였으나, 오늘날에는 본정의 주요 특징이지만,소부 본선의 급행 정류장이 있고 구명이기도 한 이나게의 위치가 뒤집혔다.

## 역사
- 1868년(8월 8일 - 3개 촌이 시모소지현 관할이 된다.
- 1869년 1월 13일 - 시모소치현사가 가쓰시카현이 됨.
- 1871년 11월 13일 - 가쓰시카현이 인바현에 통합, 3개 마을이 인바현 관할이 됨.
- 1873년 6월 15일 - 인바현이 기사라즈현에 통합되어 지바현이 출범, 3개 마을이 지바현 관할이 된다.
- 1889년 4월 1일 - 정촌제 시행에 의해 지바군 게미가와촌이 성립하였다
- 1899년 9월 13일 - 소부 철도 마쿠하리역-지바역 간 연장 개통에 따라 이나게역이 개업.
- 1891년 5월 1일 - 정으로 승격해 게미가와정이 되었다.
- 1907년 9월 1일 - 소부 철도가 국유화되어 소부 본선이 된다.
- 1921년 7월 17일 - 게이세이 전철 지바선 쓰다누마역(현 게이세이 쓰다누마역) - 치바역(현 지바시 주오구 주오공원 부근) 간 개업에 따라 가미카와역이 개업.
- 1926년 4월 1일 - 도쿄 무선국 가미카와 송신소 개국.
- 1937년 2월 11일 - 지바시에 편입되어, 동일 게미가와정은 폐지되었다.

## 교통

### 철도
- 국철 (→ JR동일본)
  - 소부 본선

현재는 소부 본선의 신케미가와역이 마을 경계 내에 존재하지만, 게미가와정이 존재할 당시에는 개업하지 않았다.

### 도로
- 지바 가도 (국도 제14호선)

## 산업
제2차 세계대전 후의 연료 부족 사태에 대응하여 1947년부터 도쿄대학(현 도쿄대학 케미가와 운동장)과 그 주변에서 이탄 채굴이 활발하게 이루어지기 시작했다. 케미 강 유역의 이탄 매장량은 1,000만 톤으로 추산되었다

## 교육
- 게미가와 히로쓰네 고등학교(현 지바 시립 게미가와 초등학교)
- 이나게 히로쓰네 초등학교(현 지바 시립 이나게 초등학교)
- 하타 히로쓰네 초등학교(현 지바시 하타 초등학교)